# Esquadrão N.º 451 da RAAF
O Esquadrão N.º 451 foi um esquadrão da Real Força Aérea Australiana de combate aéreo e cooperação com o Exército durante a Segunda Guerra Mundial. Foi formado em Bankstown, Nova Gales do Sul, no dia 12 de Fevereiro de 1941 e começou a realizar operações aéreas no dia 1 de Julho na campanha do norte de África, no Egipto e na Líbia. Depois da guerra, o esquadrão foi enviado para a Alemanha entre Setembro de 1945 e Janeiro de 1946, como parte das forças de ocupação dos aliados.